# Klaas Sloots
Klaas Sloots (Groningen, 26 januari 1971) is een Nederlands politicus en bestuurder. Hij is lid van GroenLinks. Sinds 20 januari 2021 is hij burgemeester van Stadskanaal.

## Opleiding en loopbaan
Sloots ging naar de Politie Opleidingsschool Zuid Nederland en naar de heao in Amsterdam. Hij behaalde aan de Politieacademie een hbo master in Policing en behaalde een Master of Public Management aan de NSOB. Hij begon zijn loopbaan bij de Politie Flevoland.
Sloots werkte daarna onder andere als afdelingschef Zwolle-Noord bij de Politie IJsselland, was plaatsvervangend districtchef Zuid-West Drenthe bij de Politie Drenthe en districtschef Oost bij de Politie Twente. Hij was na zijn loopbaan bij de politie werkzaam als gemeentesecretaris van De Marne en tot zijn wethouderschap als secretaris van de Technisch Bureau voor de Bouwnijverheid.

## Politieke loopbaan
Sloots was van 2009 tot 2012 lid van het partijbestuur van GroenLinks met in zijn portefeuille Personeel en Organisatie. Vanaf 4 juni 2018 was hij wethouder van Zwolle en had hij in zijn portefeuille Financiën, Zorg en WMO, Maatschappelijke opvang en Beschermd Wonen, Inkomensbeleid (armoedebestrijding / schulddienstverlening), Welzijn, Vluchtelingenwerk en was hij wijkwethouder van Holtenbroek, Aa-landen en Haerst-Tolhuislanden.
Sloots werd op 3 november 2020 door de gemeenteraad van Stadskanaal voorgedragen als burgemeester. Op 15 januari 2021 werd hij door de minister van Binnenlandse Zaken en Koninkrijksrelaties voorgedragen voor benoeming bij Koninklijk Besluit. De benoeming ging in op 20 januari 2021. Op deze datum werd hij ook geïnstalleerd en beëdigd door de commissaris van de Koning in Groningen René Paas. Hij werd begin 2022 genomineerd voor de titel 'Beste Lokale Bestuurder 2021' van het nieuwsplatform voor ambtenaren en bestuurders Binnenlands Bestuur.

## Persoonlijk
Sloots is geboren in Groningen en getogen in Holwierde en Gasselternijveen. Hij voetbalde bij SJS, zong bij gospelkoor Rejoice en ging naar de middelbare school in Stadskanaal. Hij heeft een partner en drie dochters en een zoon.